# Narcís Galià i Adell
Narcís Galià i Adell (Tortosa, el Baix Ebre, 28 de gener de 1925 - Alcanar, el Montsià, 26 de maig de 2021) fou un pintor i dibuixant català.
Va estudiar a l'Escola d'Arts i Oficis de Barcelona, al Reial Cercle Artístic i a l'Escola Superior de Belles Arts de Sant Jordi de Barcelona (1946), per a posteriorment exercir-hi de professor des del 1971 i catedràtic fins a la seva jubilació. Va ser també durant més de 25 anys director de l'Escola Municipal d'Arts Plàstiques d'Alcanar, a més de catedràtic de pintura de la Facultat de Belles Arts de la Universitat de Barcelona L'any 1944 va exposar el primera vegada a les Galerías Españolas de Barcelona, per a continuació fer-ho a Saragossa (1947), Tarragona (1952), Palma (1958), Barcelona (1975), París (1977) i Santa Cruz de Tenerife (1981). És l'autor del llibre El color en la pintura, editat per la Diputació de Tarragona l'any 1988.
L'any 2015, i a partir d'un acord amb l'ajuntament d'Alcanar, Galià va fer donatiu al poble part de la seva obra, que incloïa 48 quadres i tres escultures, i que actualment es poden veure a l'Espai Narcís Galià habilitat a la Casa O'Connor.